# Pokémon escarlata y Pokémon púrpura
Pokémon Escarlata (ポケットモンスター スカーレット Poketto Monsutā Sukāretto?) y Pokémon Púrpura (ポケットモンスター バイオレット Poketto Monsutā Baioretto?) son un par de videojuegos de rol desarrollados por Game Freak y publicados por Nintendo y The Pokémon Company para la consola Nintendo Switch. Fueron anunciados en el Pokémon Presents de febrero de 2022 como videojuegos de mundo abierto. Son las primeras entregas de la novena generación de la serie de videojuegos de Pokémon y se lanzaron el 18 de noviembre de 2022.

## Jugabilidad
Pokémon Escarlata y Pokémon Púrpura siguen en gran medida la misma estructura de jugabilidad básica de los videojuegos de Pokémon anteriores, donde los jugadores obtienen criaturas conocidas como Pokémon, principalmente a través de la captura y el intercambio, y las usan para explorar el mundo y luchar contra otros entrenadores Pokémon.
Pokémon Escarlata y Pokémon Púrpura están configurados para tener mundos abiertos que incluyen tanto áreas urbanas como áreas silvestres abiertas sin fronteras entre los dos, a diferencia de las entregas anteriores de la serie Pokémon. Los videojuegos presentan tres nuevos Pokémon iniciales: Sprigatito, Fuecoco y Quaxly; y dos nuevos Pokémon legendarios: Koraidon y Miraidon. Para ayudar en los viajes, se pueden usar a Koraidon y Miraidon para atravesar el entorno. Una mecánica llamada "Enviar Pokémon" permite al jugador enviar un Pokémon para vagar por el mundo y luchar automáticamente contra Pokémon salvajes. Además, se incluye el juego cooperativo con hasta otros tres jugadores.
Pokémon Escarlata y Pokémon Púrpura presentan el fenómeno de la Teracristalización, que le da a Pokémon una apariencia cristalina, además de cambiar el tipo de un Pokémon para que coincida con el "teratipo" de ese Pokémon, así como desbloquear movimientos especiales como Teraexplosión, que, cuando es usado por un Pokémon teracristal, se convierte en un movimiento del mismo tipo que el teratipo del Pokémon.

## Ambientación

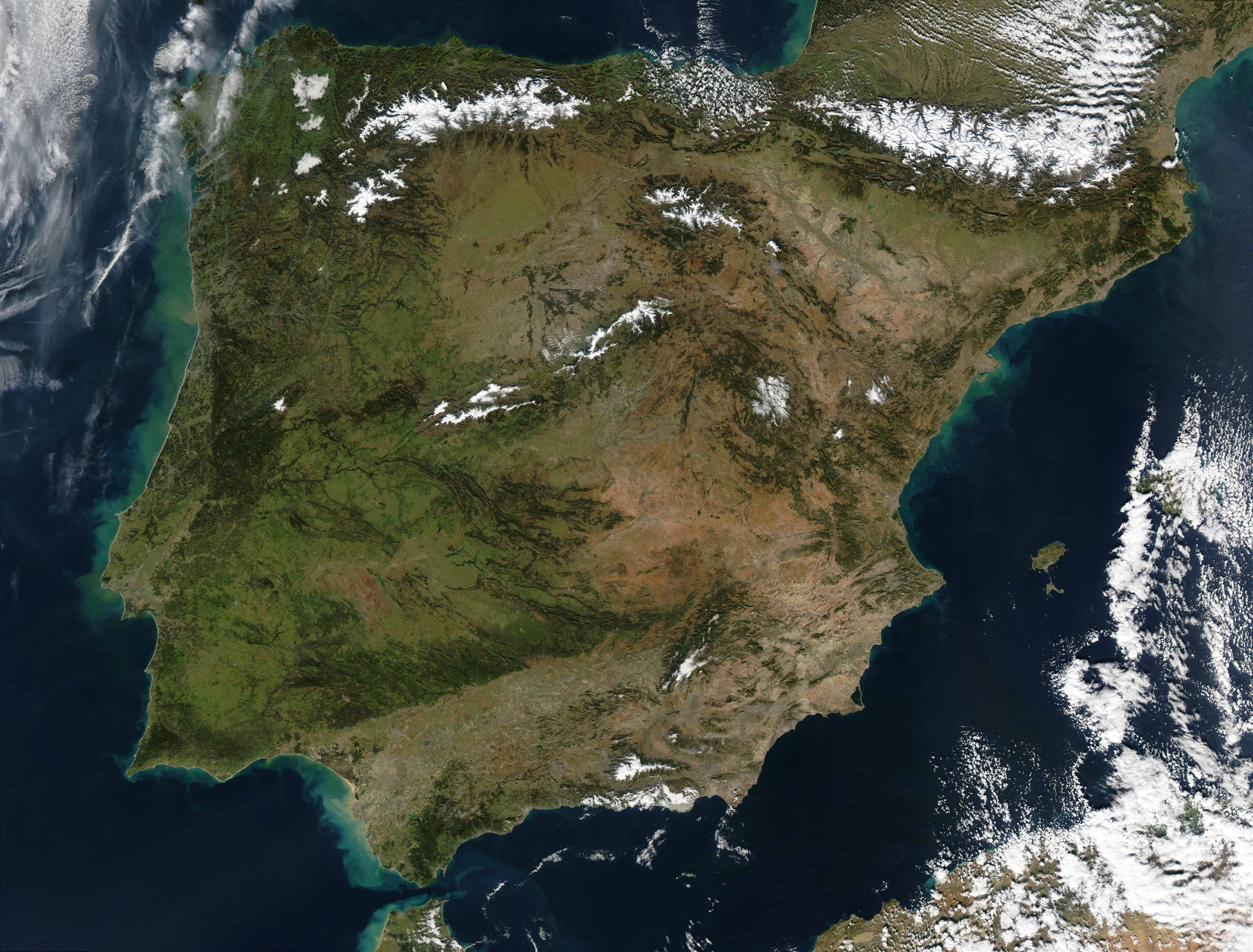
La península ibérica se compone principalmente de España y Portugal, que inspiraron en gran medida el diseño de la región de Paldea.

Pokémon Escarlata y Pokémon Púrpura están situados en la región de Paldea del universo Pokémon, que parece estar basado en la península ibérica. El jugador visita la Academia Naranja (en Pokémon Escarlata) o Academia Uva (en Pokémon Púrpura) a tiempo para la búsqueda del tesoro anual, donde el personaje rival, Mencía, anima al jugador a explorar Paldea y encontrar su propio tesoro. A partir de ahí, se abren tres historias para que el jugador las experimente: en la Vía Stardust, el jugador se enfrentará a una pandilla de estudiantes rebeldes llamada Team Star; la historia de la Senda legendaria tiene al jugador formando equipo con Damián para explorar la región de Paldea para luchar contra Pokémon gigantes y obtener especias ocultas, y la Travesía de la victoria sigue la tradición de la serie de luchar contra los ocho Líderes de Gimnasio de la región para enfrentarse al Campeón y convertirse en el mejor Entrenador Pokémon. A diferencia de los títulos anteriores de los videojuegos principales, no hay un orden establecido para que el jugador se enfrente a los líderes de gimnasio.

## Desarrollo
Pokémon Escarlata y Pokémon Púrpura comenzaron a desarrollarse a finales de 2019, cuando se lanzaron Pokémon Espada y Pokémon Escudo. Toby Fox ayudó a componer parte de la música que se presentará en los videojuegos.

### Comercialización y lanzamiento
Pokémon Escarlata y Pokémon Púrpura se anunciaron como parte de una presentación de Pokémon Presents el 27 de febrero de 2022. El 1 de junio de 2022, se lanzó un segundo tráiler que mostraba los dos Pokémon legendarios de la carátula junto con más imágenes del videojuego, tres nuevos Pokémon y nuevos personajes. El 3 de agosto de 2022, se lanzó un tercer tráiler junto con un avance general durante un Pokémon Presents. Estos avances revelaron dos nuevos Pokémon, el regreso de las variantes regionales como se muestra con Wooper de Paldea, el nombre de la región, una nueva mecánica de batalla conocida como el fenómeno de la teracristalización, así como otros detalles. Durante la ceremonia de clausura del Campeonato Mundial Pokémon 2022 el 21 de agosto de 2022, se lanzó un nuevo tráiler que mostraba un nuevo Pokémon, Cyclizar, así como nuevos elementos y habilidades para usar en el juego competitivo. También se reveló que el lanzamiento de los videojuegos estaba programado para el 18 de noviembre de 2022. Un cuarto avance, lanzado el 7 de septiembre de 2022 y titulado "¡Busca tu tesoro!", detallaba las tres historias que el jugador puede experimentar, así como tres nuevos Pokémon. También presentaba nuevos personajes como Melo, Brais y Ságita. Está previsto que el 4 de noviembre de 2022 se lance un modelo OLED de Nintendo Switch de edición especial con ilustraciones temáticas. A lo largo del marketing previo al lanzamiento del videojuego, The Pokémon Company ha publicado varios videos "dentro del juego", como una cámara trampa para revelar a Grafaiai, un seminario web para revelar a Wiglett, una transmisión en vivo para revelar a Bellibolt, y un breve tráiler de metraje encontrado para revelar a Greavard. El 29 de septiembre de 2022, el cantante Ed Sheeran lanzó una canción en colaboración con The Pokémon Company que aparecerá en Pokémon escarlata y púrpura. El 6 de octubre de 2022, se lanzó un avance de 14 minutos que destaca la jugabilidad única entre cuatro jugadores diferentes, cada uno siguiendo un "camino" diferente en la historia, así como Farigiraf, la evolución de Girafarig.

## Recepción
Estas entregas recibieron reseñas negativas al inicio de su lanzamiento debido a los problemas técnicos que se encontraban en los juegos.  Por eso, los creadores prometieron actualizar dichos juegos para mejorarlos; no obstante, los usuarios aún estaban descontentos con el resultado porque nada pareció haber cambiado después de bastante tiempo, lo que generó un debate dentro de la comunidad. 
A pesar de todo esto, estos juegos vendieron 10 millones de copias mundialmente en solo tres días, haciéndolo así el título más rápidamente vendido que alguna vez publicó Nintendo. 
Nintendo reconoció que estas entregas poseían errores de rendimiento y numerosos bugs gráficos para lo cual publicaron en un comunicado que procederían a atender dicha situación para proveer un parche que corrigiera dichos errores. 